# Schwechat
Schwechat je grad u Austriji 18 kilometara jugoistočno od glavnog grada Beča. Poznat je po Bečkoj međunarodnoj zrakoplovnoj luci i po svom pivu. Također je dom naftnim rafinerijama koje pripadaju Austrijskoj nacionalnoj naftnoj kompaniji (OMV). Grad je dobio ime po rijeci Schwechat koja teče kroz njegovo središte. Jedna zanimljivost vezana uz Schwechat je ta da je ban Josip Jelačić, nakon pohoda na Ugarsku, imenovan za vrhovnog vojnog zapovjednika od strane kralja Ferdinanda II. da uguši revoluciju u Austriji, pa je 30. listopada 1848. došao do Schwechata. Schwechat je podijeljen na 4 katastra: Kledering, Mannswörth, Rannersdorf i Schwechat.

## Položaj

### Zemljopisni
Schwechat je smješten u istočnoj Austriji, u Bečkoj zavali. Nalazi se na rijeci Schwechat i na nadmorskoj visini od približno 162 metra. Klimatološki, nalazi se u umjerenom pojasu. Dakle, ljeta su blaga, dok zimi pada snijeg, no ipak ne budu vrlo niske temperature, što ga čini vrlo pogodnim za naseljavanje.

### Politički
Kao i zemljopisni, i politički je položaj Schwechata povoljan jer se nalazi 18 kilometara od glavnog grada Beča. Također je dom brojnim tvrtkama.